# 日本鉄道模型連合会
日本鉄道模型連合会（にほんてつどうもけいれんごうかい、JMRA）は日本の鉄道模型製造業者の構成する団体であった。鉄模連（てつもれん）と略されることが多い。
1979年6月23日創立総会が開かれ初代会長はカツミ模型店（現カツミ）の酒井一、会員はNゲージ専業以外のメーカ35社で構成されていた。当時HO業界は不況であり前年まで問屋主催でされていた見本市が中止となったため、独自に見本市を開催することを目的としていた
毎年10月に大田区産業プラザで鉄道模型ショウを開催している。これまでに16番ゲージ以上の主に金属製の鉄道模型の普及、業界の発展に努めてきた。
アメリカのNMRAが愛好家の団体であり、規格の制定等を行っているのに対して、JMRAは16番ゲージを主体とする業界団体（メーカー側）である点が異なる。鉄道模型ショウには構成各社以外の業者も参加できる。
所属する会社は主に16番ゲージが多いが、Oゲージ、OJゲージ、HOゲージ、Nゲージを製造、販売する会社も含まれる。

事務局
- 東京都大田区下丸子1-9-9